# Oficina Intergubernamental para la Informática

UNESCO.

La Oficina Intergubernamental para la Informática, cuyo nombre original es Intergovernmental Bureau for Informatics (I.B.I.) surge como una transformación del Centro Internacional de Cálculo (ICC: International Computation Centre) que fue creado por la UNESCO en 1951 por Resolución 2.24 de su Conferencia General, ejecutando el mandato de las Resoluciones 22(III) de 3 de octubre de 1946, 160(VII) del 10 de agosto de 1948, 318(XI) del 14 de agosto de 1950 y 394(XIII) del ECOSOC de la Organización de las Naciones Unidas. 

## Historia
El ICC, que tenía como objetivo la puesta en marcha de un centro de cálculo para dar servicio a la comunidad científica internacional en un momento en el que se estimaba que solo sería posible disponer de contadas máquinas de cálculo, y que además eran muy costosas, comenzó sus actividades en 1961 y pronto se vio superado por la velocidad de los desarrollos tecnológicos hasta el punto que para 1969 estaba a punto de desaparecer por falta de contenido. En ese momento se inicia su transformación hacía el IBI, transformación que logra realizar el único director general efectivo que el IBI ha tenido durante su corta vida, el Profesor de nacionalidad argentina Fermín A. Bernasconi.

... Que la informática tiene una influencia considerable en la sociedad y que debe ponerse a disposición en particular de los países en vías de desarrollo para contribuir al bienestar de la humanidad en su contexto cultural, económico y social.

La estructura de la membresía del IBI llegó a su máximo en 1985 con 43 países miembros, de los cuales 3 se podían considerar países desarrollados, Francia, Italia y España, siendo sus mayores contribuyentes, y el resto eran país en desarrollo, o claramente subdesarrollados. En 1985, Francia se retira del IBI y a fines de 1986 se retira España con lo cual se inicia la crisis del IBI que conduce a la disolución de esta organización en 1989. Los archivos del IBI fueron depositados en la UNESCO. Los países miembros del IBI en su máximo apogeo fueron los siguientes: Argelia, Argentina, Benín, Bolivia, Brasil, Burkina Faso (antiguo Alto Volta), Camerún, Colombia, Congo, Costa de Marfil, Costa Rica, Cuba, Chile, Ecuador, Egipto, Emiratos Árabes Unidos, España, Francia, Gabón, Ghana, Guinea, Haití, Irak, Italia, Jordania, Líbano, Liberia, Madagascar, Malí, Marruecos, México, Nicaragua, Níger, Nigeria, Panamá, Sao Tomé e Príncipe, Senegal, Siria, Suazilandia, Togo, Túnez, Venezuela, Zaire. 
El IBI ha sido la única organización Intergubernamental Internacional cuyo objetivo era el de asistir de forma permanente a sus países miembros en el campo de la Informática, para ayudarles a comprender mejor su repercusión en la sociedad y a obtener el mejor provecho de sus posibilidades, colaborando y ayudando a sus países miembros en la formulación de estrategias y políticas para el desarrollo del área.

## Conferencias y Simposios
Con estos objetivos el ICC organizó en octubre de 1965 el primer simposio internacional sobre “Economía del Proceso de Datos Automático” celebrado en Ámsterdam (Holanda) y posteriormente el IBI ya en 1974 organizó el segundo simposio internacional sobre “Economía de la Informática” celebrado en Maguncia (Alemania) en septiembre de 1974. En octubre de 1972 el IBI-ICC organizó en Florencia (Italia) la primera conferencia mundial sobre Informática en el Gobierno.
A partir de 1975 el IBI intensificó sus actividades en el área del desarrollo de Políticas y Estrategias gubernamentales para la Informática. El objetivo del IBI era, ya entonces, ayudar a sus países miembros a establecer políticas para el desarrollo de la Informática en sus sociedades. En noviembre de 1975 organiza en Bagdad (Irak) un simposio internacional sobre “Planificación Nacional para la Informática en Países en Desarrollo” a la que acudieron unos 500 participantes procedentes de 53 países.
A partir de 1976 organizó seminarios de trabajo para el estudio de políticas y estrategias en Informática que se celebraron en Punta Ala y en Venecia (Italia). Estos trabajos culminaron en la Conferencia Internacional sobre Estrategias y Políticas en Informática, la Conferencia SPIN que organizada por el IBI junto con la UNESCO y con el apoyo del gobierno español se celebró en septiembre de 1978 en Torremolinos (España) con la participación de 86 países, entre ellos las denominadas grandes potencias. 

«Todos los países han comprendido que en la etapa histórica que vivimos el desarrollo pasa por la informática. Esto es algo que, como no podía ser menos, se está poniendo de manifiesto en esta conferencia Mundial de Torremolinos que sin duda alguna representará todo un hito en la historia de la informática. A partir de ahora, en informática se tendrá que hablar de antes y después del Congreso de Torremolinos»
 Fermin A. Bernasconi

Otro de los temas abordados por el IBI fue el referente a los flujos de datos a través de las fronteras en relación con la protección de datos personales. A tal efecto organizó en Roma en 1980 una primera conferencia internacional sobre Flujos de Datos Transfrontera y una segunda se celebró en 1984.
Dentro de este contexto de políticas y estrategias en Informática el IBI también organizó conferencias de carácter regional. Así en Latinoamérica organizó las Conferencias Latinoamericanas de Autoridades de Informática (CALAI) celebradas en: Argentina (1970), México (1972), Argentina (1979), México (1980), Chile (1981), Brasil (1982), Uruguay (1983), México (1984), Argentina (1985 y 1987) y que posteriormente han continuado celebrándose pero ya bajo otra organización. En África organizó en Abiyán (Costa de Marfil) en 1979 la primera conferencia africana de Informática seguida de una segunda celebrada en Dakar (Senegal) en 1983. También patrocinó en 1976 la primera conferencia SEARCC celebrada en Singapur.

## Centros de Fomento de la Informática
El IBI se preocupó mucho por el fomento y desarrollo de la formación en Informática. A tal efecto creó dos centros regionales para la enseñanza de la Informática, uno en 1976 con sede en Madrid (España), el Centro Regional para la Enseñanza de la Informática (CREI) en colaboración con el gobierno español y que continuó sus actividades hasta 1997, aún después de la desaparición del IBI, y el Centro Regional Latinoamericano para la Enseñanza de la Informática (CREALC) con sede en México D.F. y creado en 1981. Ambos centros han desarrollado una activa labor formativa. Además el IBI financió un amplio programa de becas para la formación de estudiantes de sus países miembros en vías de desarrollo en países desarrollados. Dentro de este contexto de formación el IBI junto con el gobierno argentino en 1983 creó una fundación para la puesta en marcha de lo que sería la ESLAI, (Escuela Latinoamericana de Informática) y facilitó la primera financiación para su funcionamiento.
Dentro del marco geográfico de América Latina el IBI, en 1984 organizó dos eventos importantes, En el mes de abril participó directamente en la Mesa Redonda sobre “La Informática: un factor de desarrollo o de dependencia para América Latina” celebrada en el marco de la X CALAI – Panel 84 celebrada en Viña del Mar (Chile) en abril de 1984 y patrocinada por el IBI como las demás CALAI y cuyas discusiones fueron publicadas por el IBI
En mayo de 1984 organizó con la colaboración del gobierno del Presidente Belisario Betancourt de Colombia la reunión “Informática y Soberanía”, estrategia para la integración regional, que tuvo lugar en Cali (Colombia los días 10 al 12 de mayo de 1984 y dio lugar a la fundación del Club de Cali. El IBI publicó el informe final.

El IBI también trató otras muchas áreas de la Informática como sus aplicaciones en el área industrial para lo que creó un centro de investigación en Valencia (España) junto con el gobierno español, el IBIDI.
Igualmente organizó simposios internacionales para examinar las relaciones de la Informática y la prensa el simposio “Presinfo” celebrado en Valencia (España) en octubre de 1984 y el simposio “Sísifo” celebrado también en Valencia (España) en mayo de 1986 sobre el cambio de la Sociedad Industrial a la Sociedad de la Información.
El IBI impulsó la asistencia técnica para la cooperación con sus países miembros enviando expertos para el establecimiento de planes nacionales informáticos como en se hizo en Chile en 1976 o en Irak en 1977, y para la redacción de contratos tipo para las compras públicas de equipos y servicios informáticos como se hizo en Irak y en Túnez.
El IBI ya a mediados de los años 70 del siglo pasado fomentó el desarrollo del Derecho Informático publicando numerosos estudios sobre las relaciones del Derecho y la Informática en los diversos campos de la Sociedad. Además participó y colaboró en congresos.
El IBI colaboró a principios de los años 80 del siglo pasado en el intento de estandarización del uso de la lengua árabe en la Informática. A tal efecto organizó y financió un comité, el COARIN para adaptar los caracteres de la escritura árabe al código ASCII, cosa que en aquel momento resultó harto difícil.
Entre las publicaciones realizadas por el IBI cabe destacar la revista AGORA publicada entre 1981 y 1986 con 15 números dedicada a temas sobre la Informática en un mundo en transformación.

## Disolución del IBI
Es el único organismo internacional que ha desaparecido desde la Sociedad de Naciones, planteando un gran interrogante.
Un documento de la UNESCO plantea que ante la salida de Francia y España del IBI se mermó a la mitad el presupuesto de dicho organismo, el otro gran aporte venía por parte de Italia, ello sería la causa de la disolución, oficialmente hablando.
Los exfuncionarios, en cambio, aluden otros motivos: algunos dicen que fue por una ofensiva de las corporaciones, en su mayoría norteamericanas y del propio gobierno de los EE. UU., quienes habrían presionado a los gobiernos de España e Italia por las merma en las ventas de equipos a los países en desarrollo y por los proyectos de Nicaragua y Cuba por el cual el gobierno de los EE. UU. amenazó a Brasil con represalias comerciales en los años 1986-1988.
Todos coinciden en la disputa interburocrática de la UNESCO con respecto al manejo informático, ya que en 1988 había puesto en marcha el Programa Intergubernamental de Informática (PII) creando una brecha entre ambas organizaciones, en el mismo año fue la última gran colaboración de la UNESCO con el IBI en la Conferencia SPIN. En 1986 se presentó otro candidato para reemplazar a Fermin Bernasconi, pero ello no fue posible en gran parte por el apoyo latinoamericano, sucedido esto España abandona el IBI, agravando la situación financiera del organismo. La presión que ejerció Italia en 1987 hace que Bernasconi abandone el IBI, por ser uno de los países pilares de la financiación. Conforme a la Asamblea Extraordinaria en la que dimite, la UNESCO asume su colaboración internacional en materia de Informática a través del PII.
En 1992 y bajo el patrocinio del PII, asume la Secretaría Ejecutiva de la CALAI el ecuatoriano Melio Sáenz, con quien concluye el ciclo de vida de la institución en 1995.